# Heinrich IV. (Waldeck)
Heinrich IV. (* um 1282/1290; † 1. Mai 1348) war von 1305 bis 1344 Graf von Waldeck. Er war der zweite regierende Graf mit diesem Namen, und daher existiert auch die Zählung Heinrich II. Aber da es im Haus Waldeck zuvor die nichtregierenden Heinrich II. und Heinrich III. gab, ist meist die Zählung als Heinrich IV. üblich.

## Familie
Er war der älteste Sohn Ottos I. von Waldeck und dessen Frau Sophia von Hessen, Tochter des Landgrafen Heinrich I. von Hessen. Er selbst heiratete 1304 Adelheid von Cleve († nach 26. Juli 1327). Mit dieser hatte er mehrere Kinder. Otto II. war der Älteste und wurde Nachfolger seines Vaters. Dietrich war Domherr in Köln, Münster und Mainz. Heinrich V. war ebenfalls Domherr und hatte Präbenden in Köln und Minden inne; er wurde Propst von Minden. Die Tochter Elisabeth († vor 22. Juni 1385) heiratete den Grafen Johann zu Nassau-Hadamar († 20. Januar 1365), Sohn des Grafen Emich I., und die Tochter Armgard wurde Gräfin von Diepholz. Über die Tochter Mechthild ist nichts Weiteres bekannt.

## Regentschaft
Heinrich war wie sein Vater seit 1305 Amtmann im Dienste des Erzstiftes Mainz im nördlichen Hessen und im Eichsfeld.
Unmittelbar nach dem Beginn seiner Regentschaft ließ Heinrich im Jahr 1306 die Wetterburg erbauen. Darüber gab es Streit mit dem Kölner Erzbischof Heinrich II. von Virneburg. Dieser argumentierte, dass die Wetterburg im Gebiet des zu Köln gehörenden Herzogtums Westfalen läge, und verlangte den Abbruch. Heinrich meinte, die Burg sei ein altes Erbe, und er habe sie nur umgebaut. Der Fall hatte einen langen Rechtsstreit zur Folge. Der Erzbischof erwirkte von Herzog Erich von Sachsen 1310 ein für ihn günstiges Gutachten. Heinrich von Waldeck legte Einspruch ein. Ein Schiedsspruch blieb ohne Wirkung, da die Schiedsrichter jeweils parteiisch waren. Heinrich protestierte im Folgenden auch gegen die Besetzung von Marsberg durch die Kölner und deren Anspruch auf Medebach und Canstein. Bischof Ludwig von Münster, der aus dem Haus Hessen stammte und damit entfernt mit Graf Heinrich verwandt war, entschied jedoch, dass die Kölner ihre Besatzung in Marsberg bis zur Zerstörung der Wetterburg aufrechterhalten durften. Im Jahr 1325 wurde ein Kompromiss geschlossen. Danach wurde die Wetterburg zwischen Waldeckern und Kölner geteilt.
Aus nicht bekannten Gründen wurde Heinrich um 1307 von Erzbischof Peter von Mainz gefangen genommen. Im März 1308 wurde eine Urkunde, besiegelt von König Albrecht I., ausgestellt, nachdem sich beide Seiten versöhnt hätten. Daraufhin wurde Heinrich aus der Haft entlassen. Im Jahr 1312 versprach er dem hessischen Landgrafen Otto Unterstützung in dessen Kampf gegen die Herzöge von Braunschweig. Gegen die Braunschweiger, die auch mit dem Erzbischof von Mainz in Fehde lagen, deren Oberamtmann Heinrich war, ließ er in der Nähe der Burg Schonenberge ebenfalls eine Burg zu deren Neutralisierung erbauen. Im Jahr 1313 schloss er ein Bündnis mit Erzbischof Peter von Mainz. Heinrich von Waldeck und Graf Wilhelm von Arnsberg teilten sich 1315 den Besitz der bisher gemeinsam verwalteten Grafschaft Rüdenberg. Wegen treuer Dienste übertrug ihm König Ludwig 1323 den Schutz der Reichsstadt Dortmund und die Aufsicht über die Juden dieser Stadt. 1337 wurde ihm auch der Schutz der Juden in den Bistümern Münster und Osnabrück übertragen. Damit war er damit beauftragt, von den Juden die an den Kaiser zu entrichtenden Abgaben einzuziehen. Die Edelherren von Grafschaft übertrugen 1332 Heinrich die Hälfte der Burg Nordenau. Später kamen weitere Rechte an dieser Burg hinzu.
Im Jahr 1344 wollte sich Heinrich aus Gesundheitsgründen von den Regierungsgeschäften zurückziehen. Mit Zustimmung seiner Söhne wurde ein Erbvertrag abgeschlossen, der vorsah, dass zukünftig die Grafschaft nicht aufgeteilt und nur ein Nachkomme Graf von Waldeck sein dürfe. Diese Bestimmung hatte allerdings nicht lange Bestand, und es kam zu Teilungen des Besitzes.
Heinrich wurde in der Grabkapelle St. Nikolaus im Kloster Marienthal in Netze bestattet. Dort existiert auch heute noch seine Grabplatte.